# تشارلز سومنر هاملين
تشارلز سومنر هاملين (بالإنجليزية: Charles Sumner Hamlin)‏ (و. 1861 – 1938 م) هو محامي، وسياسي، واقتصادي أمريكي، ولد في بوسطن، كان عضوًا في الحزب الديمقراطي، توفي في واشنطن، عن عمر يناهز 77 عاماً.

## مناصب
تولى منصب رئيس مجلس المحافظين للنظام الاحتياطي الفدرالي
.

## التعليم
تعلم في جامعة هارفارد
.